# Listă de filme sovietice din 1917–1921
Aceasta este o listă de filme produse în Uniunea Sovietică între 1917 și 1921:

## 1917
| Titlu            | Titlu original   | Regizor              | Distribuție                       | Gen   | Note |
| ---------------- | ---------------- | -------------------- | --------------------------------- | ----- | ---- |
| 1917             |                  |                      |                                   |       |      |
| Lebăda muribundă | Умирающий лебедь | Evgheni Bauer        | Vera Karalli, Aleksandr Heruvimov | Drama |      |
| Satana se bucură | Сатана ликующий  | Iakov Protazanov     |                                   |       |      |
| Victoria         | Виктория         | Olga Preobrajenskaia |                                   |       |      |

## 1918
| Titlu                         | Titlu original         | Regizor                                                   | Distribuție                                                                        | Gen       | Note |
| ----------------------------- | ---------------------- | --------------------------------------------------------- | ---------------------------------------------------------------------------------- | --------- | ---- |
| 1918                          |                        |                                                           |                                                                                    |           |      |
| Taci, tristețe... taci        | Молчи, грусть...молчи  | Piotr Ciardinin                                           | Vera Holodnaia, Piotr Ciardinin, Ossip Runițci, Vitold Polonski, Vladimir Maksimov | Drama     |      |
| Săptămâna cinematografiei     | Kino-nedelia           | Dziga Vertov                                              |                                                                                    | Știri     |      |
| Congestion                    | Уплотнение             | Anatoli Dolinov, Donat Pașkovskiî și Aleksandr Panteleiev |                                                                                    |           |      |
| Father Sergius                | Отец Сергий            | Iakov Protazanov                                          | Ivan Mosjoukine, Natalia Lisenko                                                   | Biografic |      |
| The Lady and the Hooligan     | Барышня и хулиган      | Vladimir Maiakovski, Evgheni Slavinski                    | Vladimir Maiakovski, Alexandra Rebikova, Feodor Dunaev                             | Drama     |      |
| The Last Tango                | Последнее танго        | Viaceslav Viskovski                                       |                                                                                    |           |      |
| The Project of Engineer Prite | Проект инженера Прайта | Lev Kuleșov                                               |                                                                                    |           |      |
| Tale of Priest Pankrat        | Сказка о попе Панкрате | Olga Preobrajenskaia                                      |                                                                                    |           |      |

## 1919
| Titlu                | Titlu original        | Regizor           | Distribuție                                                                   | Gen   | Note                         |
| -------------------- | --------------------- | ----------------- | ----------------------------------------------------------------------------- | ----- | ---------------------------- |
| 1919                 |                       |                   |                                                                               |       |                              |
| Ave Caesar!          | Аве, Цезарь!          | Alexander Korda   | Gábor Rajnay, María Corda, Oscar Beregi, Sr.                                  | Drama | Republica Sovietică Maghiară |
| Comrade Abram        | Товарищ Абрам         | Aleksandr Razumni |                                                                               |       |                              |
| People Die for Metal | Люди гибнут за металл | Alexandre Volkoff | Zoia Karabanova                                                               |       |                              |
| The Iron Heel        | Железная пята         | Vladimir Gardin   | Olga Bonus, Anatoli Gorcilin, Alexandra Hohlova                               | Drama |                              |
| White Rose           | Белая роза            | Alexander Korda   | María Corda, Gyula Bartos, Emil Fenyvessy, Helene von Bolváry, Gyula Szőreghy | Drama | Republica Sovietică Maghiară |
| Yamata               | Ямата                 | Alexander Korda   | Emil Fenyvessy, Ila Lóth, Gábor Rajnay, Gusztáv Vándory                       | Drama | Republica Sovietică Maghiară |

## 1920
| Titlu                          | Titlu original            | Regizor                           | Distribuție                                                              | Gen      | Note         |
| ------------------------------ | ------------------------- | --------------------------------- | ------------------------------------------------------------------------ | -------- | ------------ |
| 1920                           |                           |                                   |                                                                          |          |              |
| In the Days of Struggle        | В дни борьбы              | Ivane Perestiani                  | Andrei Gorcilin, Vsevolod Pudovkin                                       | Drama    | Film pierdut |
| On the Red Front               | На красном фронте         | Lev Kuleșov                       | Alexandra Hohlova, Lev Kuleșov, Leonid Obolensku, A. Reich               | Aventuri |              |
| Story of Seven Who Were Hanged | Рассказ о семи повешенных | iyotr Ciardinin, Nikolai Saltikov | Dora Citorina, Nikolai Saltikov, Iakov Morin, Karl Tomski, Serghei Țenin | Drama    | Film pierdut |

## 1921
| Titlu                          | Titlu original      | Regizor                              | Distribuție                                                     | Gen     | Note        |
| ------------------------------ | ------------------- | ------------------------------------ | --------------------------------------------------------------- | ------- | ----------- |
| 1921                           |                     |                                      |                                                                 |         |             |
| Hunger... Hunger... Hunger...  | Голод… голод… голод | Vladimir Gardin și Vsevolod Pudovkin |                                                                 |         |             |
| The Murder of General Gryaznov |                     | Ivan Perestiani                      | Mihail Ciaureli                                                 | Acțiune | RSS Gruzină |
| Sickle and Hammer              | Серп и молот        | Vladimir Gardin                      | Alexandr Gromov, Anatoli Gorcilin, N. Zubova, Vsevolod Pudovkin | Drama   |             |